# Rue de la Sirène
La rue de la Sirène est une rue de la ville de Liège qui relie la rue de la Cathédrale à la rue Charles Magnette. La rue fait partie du quartier administratif du centre.

## Historique
La rue de Sirène n'a pas toujours eu la localisation que nous lui connaissons aujourd'hui.  

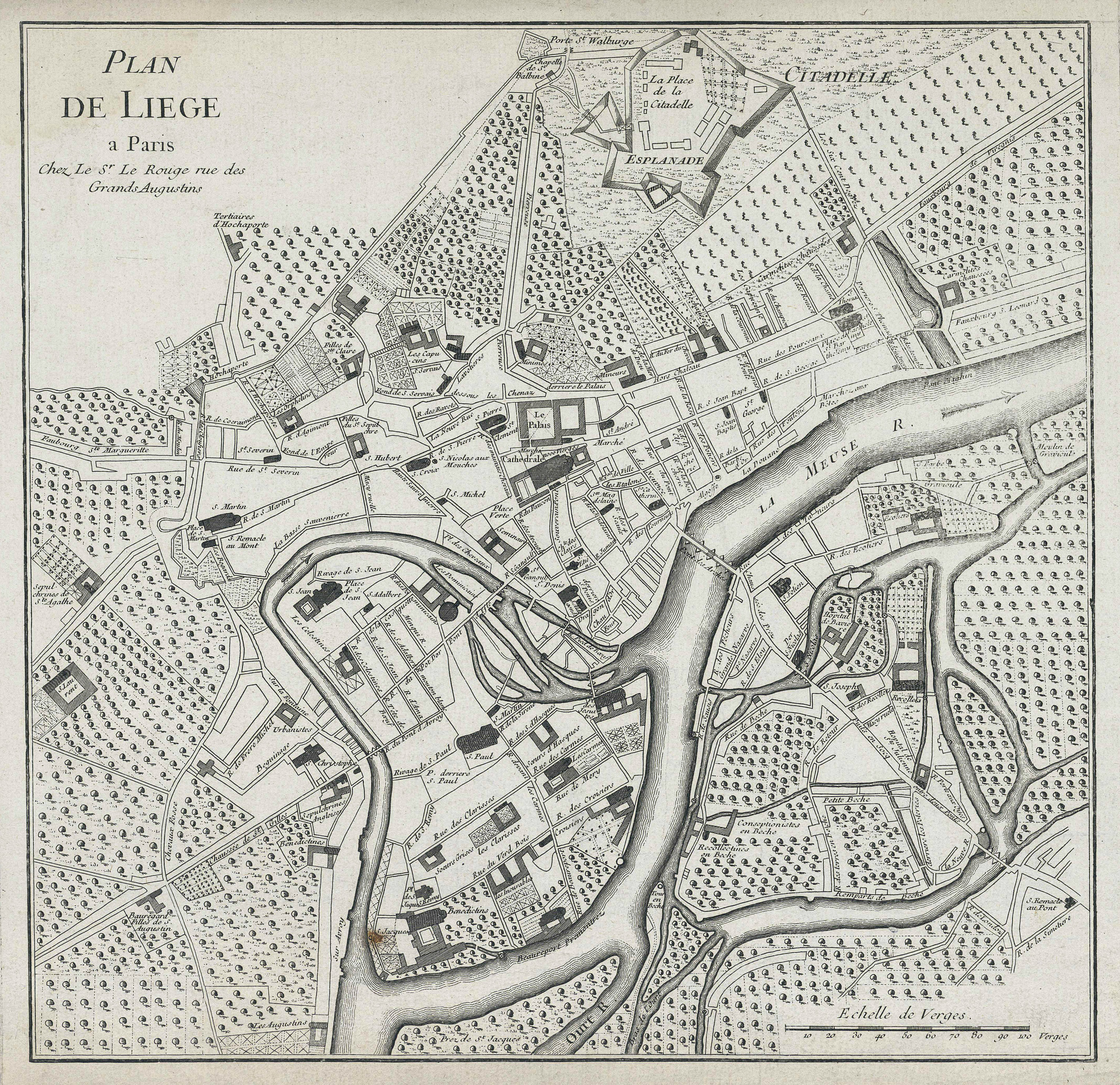
La localisation de la rue de la Sirène initiale sur une carte de Liège vers 1750

La rue initiale existait au XVe siècle et, sans doute, bien avant. Elle partait du chevet de l'actuelle cathédrale Saint-Paul (actuellement angle de la rue Charles Magnette et de la rue Saint-Paul) pour filer tout droit (direction nord-est) vers le biez du Moulin Saint-Jean (ancien bras de la Sauvenière devenu la rue de l'Université). Elle était donc parallèle à la rue Sœurs-de-Hasque. La petite maison de commerce du XVIIIe siècle située actuellement au no 25 de la rue Charles Magnette est une rescapée de cette rue de la Sirène initiale.
À la suite de la création de la rue de la Cathédrale de 1842 à 1853, le tracé de la rue de la Sirène est modifié. Il est ajouté à la voirie initiale la section de la rue actuelle rejoignant la rue de la Cathédrale alors que la partie vers le biez du Moulin Saint-Jean asséché est supprimée. La rue relie alors la cathédrale Saint-Paul à la rue de la Cathédrale en opérant un virage à gauche à 90° (à hauteur de l'actuel n°16).
Le percement en 1937 de la rue Charles Magnette supprime le reste de la rue initiale, réduisant aussi la partie nord de la rue Sœurs-de-Hasque et faisant complètement disparaître la petite rue Pont-Mousset. Seule la partie de la rue de la Sirène percée au XIXe siècle subsiste à ce jour.

## Odonymie
La rue devrait son nom à une enseigne de taverne ou de brasserie du XVe siècle. 

## Description
Voisine de la place et de la rue de la Cathédrale animées, cette petite rue plate et rectiligne d'une longueur de 95 m possède quelques commerces.

## Rues adjacentes
- Rue de la Cathédrale
- Rue Saint-Martin-en-Île
- Rue Charles Magnette

### Source et lien externe
- Claude Warzée, « Les origines de la rue Charles Magnette », sur Histoires de Liège, 12 avril 2014 (consulté le 7 août 2023)